# Minucius Felix
Markus Minucius Felix levde omkring 200-talet e.Kr. Minucius Felix var en kristen apologet, möjligen en av de första, och skrev på latin.
Han var författare till den äldsta bevarade kristna skriften på latin, Octavius; denna har formen av en dialog efter samma mönster som Ciceros De natura deorum och De divinatione; samtalet är förlagt till havsstranden vid Ostia, där hedningen Caecilius Natalis riktar angrepp mot kristendomen i närvaro av Minucius Felix. Caecilius bemöts skarpsinnigt och vältaligt av advokaten Octavius Januarius och till slut så omvänder romaren sig.
Om Minucius Felix eget liv är inget känt. Hieronymos omnämner honom som Romae insignis causidicus i sitt verk De viris illustribus. I Nordisk familjebok, Uggleupplagan, räknas han till den romerska släkten Minucius.